# Grand Prix de Voleibol
O Grand Prix de Voleibol foi uma competição internacional de voleibol feminino. Criada em 1993, ela era considerada a versão feminina da Liga Mundial. Em 2017 o torneio distribuiu quatro milhões e quatrocentos e trinta e cinco mil dólares em prêmios.
A edição de 2017 foi, também, a última desta competição. A partir de 2018, foi substituída pela Liga das Nações de Voleibol Feminino.

## História

### Origens
O Grand Prix foi criado em 1993, como parte da estratégia de marketing da Federação Internacional de Voleibol para a popularização do esporte em escala mundial. O princípio consistia em criar competições anuais desta modalidade esportiva envolvendo times de alto nível. O formato do torneio foi baseado no da Liga Mundial, um evento masculino que fora introduzido três anos antes.
O Grand Prix teve ótimos resultados no leste da Ásia, onde o voleibol feminino tornou-se uma modalidade esportiva bastante popular. Comparado ao masculino, entretanto, a falta de interesse do público ainda era perceptível em outras partes do mundo. Por muitos anos o torneio foi mantido principalmente através do patrocínio de investidores asiáticos, com a maioria das fases preliminares e final sendo realizadas no continente. Somente a partir de 2003 foi ocasional a realização de grupos na Europa, América do Sul (desde 2009) e América Central (a partir de 2012).
O valor total dos prêmios concedidos em dinheiro aumentaram constantemente deste a criação do torneio em 1993. Em 2017, foram 4 milhões 435 mil dólares – uma quantia que, todavia, ainda era menor comparada aos pouco mais de 7 milhões de dólares da Liga Mundial.
Uma vez que a maior parte dos investidores era asiática, algumas regras empregadas na Liga Mundial tiveram de ser adaptadas para o Grand Prix. Por exemplo, a maioria das cidades onde ocorriam as partidas das rodadas preliminares estavam localizadas na Ásia. Os países que abrigaram estas partidas não precisavam nem mesmo ter um time diretamente envolvido na competição. Em certos continentes, as equipes precisavam passar por um processo de qualificação para participar do torneio.

### Resultados anteriores
A história do Grand Prix deixou patente como a competição era dominada por cinco tradicionais times: Cuba, Brasil, Rússia, China e Estados Unidos. Além destas equipes apenas os Países Baixos conseguiram um campeonato.
Em 1993, as cubanas ampliaram seu notável currículo de vencedoras nos Jogos Olímpicos de Barcelona com o título da edição inaugural do Grand Prix. Finalistas no ano seguinte, foram derrotadas pelo time brasileiro, o azarão da competição: naquela ocasião, o Brasil jamais ganhara nem mesmo uma medalha em qualquer torneio importante de voleibol feminino.
Nos anos que se seguiram, o grupo brasileiro provou que seu período de azarão havia terminado. Perdendo as finais de 1995 para os Estados Unidos, retornou com força total em 1996 para um segundo título do Grand Prix, vencendo todas as partidas que compunham o final four em cinco sets.
As brasileiras não participaram da competição em 1997, e a vencedora foi a Rússia. Elas retornaram, entretanto, no ano seguinte para um terceiro ouro no Grand Prix. Derrotadas na final, as russas vingaram-se em 1999, batendo a equipe brasileira em sets diretos para obter seu segundo título no torneio.
Novas vitórias de Cuba (em 2000) e Rússia (em 2002) equipararam as duas equipes com o Brasil, que era até então recordista do torneio, com três títulos. As brasileiras, entretanto, desempataram o placar conquistando a edição de 2004 da competição. Os vencedores em 2001 e 2003 foram Estados Unidos e China, respectivamente.
Na edição de 2005, uma das mais equilibradas da história, as brasileiras superaram uma derrota para a China na fase final para ficar com o título. Em 2006 o Brasil esteve novamente no lugar mais alto do pódio, ao derrotar a equipe russa por 3 sets a 1. O Brasil tornou-se então a primeira seleção a vencer por três vezes consecutivas o Grand Prix, ampliando a vantagem de títulos sobre as outras equipes.
Sem grande tradição no voleibol feminino até então, a equipe dos Países Baixos surpreendeu ao conquistar o título em 2007 com aproveitamento total na fase final, incluindo vitórias sobre equipes tradicionais como Rússia, China e Brasil.
Em 2008, o Brasil voltou a ganhar o título, sendo que na fase final venceu as seleções de Itália, EUA, China, Cuba e Japão, perdendo apenas um set para a equipe chinesa. Repetiu o título em 2009 sem perder nenhum dos 14 jogos disputados, totalizando a oitava conquista em sua história.
Na década derradeira, os Estados Unidos emplacaram três títulos consecutivos (2010, 2011 e 2012) e retomaram o título em 2015, somando seis na contagem geral. Após a conquista da medalha de ouro nos Jogos Olímpicos de 2012, o Brasil conquistou os títulos do Grand Prix em 2013, 2014, 2016 e 2017 consolidando-se como o maior vencedor do torneio com doze títulos.

## Formato da competição
O formato de competição empregado no Grand Prix se mostou menos estável do que aquele adotado na Liga Mundial. Sua última mudança foi no aumento de equipes participantes (de 28 para 32) e a criação de três divisões, refletindo um dos seus propósitos que era a popularização do voleibol feminino no mundo.
- Existia qualificação para o Grand Prix. Dependendo do continente, os times poderiam ter de disputar um torneio qualificatório específico, ou simplesmente qualificar-se com base no Ranking Mundial da FIVB.
- A competição era dividida em pelo menos duas fases: uma preliminar, com um sistema rotativo de cidades-sede; e uma ou mais finais, com um ou mais países-sede.
- A fase preliminar era dividida em "semanas". A cada rodada semanal, os times participantes eram organizados em chaves, e cada time realizava um partida contra todos os outros times na sua chave.
- Todos os jogos de cada chave aconteciam durante um fim de semana, na mesma cidade. Até 2005 a fase preliminar era toda disputada na Ásia, mas a partir de então teve grupos sediados na Europa, América Central e América do Sul. As chaves podiam estar sediadas em países que não possuiam times disputando a competição. Em 2003 e 2004 devido a epidemia da SARS a fase final foi na Itália e em 2015 nos Estados Unidos. Nos demais anos foi disputada sempre na Ásia.
- Quando todas as partidas da fase preliminar eram disputadas, os n melhores times (na classificação geral, sem levar em consideração as chaves) qualificavam-se para a(s) fase(s) final(is), e o restante era eliminado. O valor de n dependia do número de times participantes e do formato que seria adotado nas finais, mas geralmente eram cinco ou seis.
- Se estivesse disputando o torneio, o país-sede qualificava-se automaticamente para as finais.
- A FIVB empregou diversos formatos diferentes para as finais. Originalmente, o modelo era um confronto direto entre quatro times ("Top Four") onde o vencedor era determinado pelos critérios habituais do voleibol: número de vitórias, média de sets (set average), média de pontos (point average), confronto direto. No início da década de 2000, o mais habitual foi adotar um formato misto: nas quartas de final, os times eram organizados em chaves, e os dois vencedores de cada chave disputavam semifinais e finais através de cruzamento olímpico. Na edição de 2005, todavia, foi reintroduzido um sistema de confronto direto, desta vez envolvendo seis times ("Top Six").
- Na fase preliminar, cada time poderia normalmente trabalhar com uma lista de dezoito jogadoras: a cada rodada, o técnico indicava as doze que seriam utilizadas nas partidas daquela semana. Na(s) fase(s) final(is), eram permitidas apenas doze atletas.

### Alocação dos países por Grupo
Em 2017:
| Grupo 1 | Grupo 2 | Grupo 3                                                                                    |
| --- | --- | ------------------------------------------------------------------------------------------ |
| Bélgica · Brasil · China · Estados Unidos · Itália · Japão · Países Baixos · República Dominicana · Rússia · Sérvia · Tailândia · Turquia | Alemanha · Argentina · Bulgária · Canadá · Cazaquistão · Colômbia · Coreia do Sul · Croácia · Peru · Polônia · Porto Rico · Chéquia | Argélia · Austrália · Camarões · França · Hungria · México · Trinidad e Tobago · Venezuela |

## Quadro de medalhas
| Ordem | País           | Medalha de ouro | Medalha de prata | Medalha de bronze |    |
| ----- | -------------- | --------------- | ---------------- | ----------------- | -- |
| 1     | Brasil         | 12              | 5                | 2                 | 19 |
| 2     | Estados Unidos | 6               | 1                | 2                 | 9  |
| 3     | Rússia         | 3               | 6                | 4                 | 13 |
| 4     | Cuba           | 2               | 4                | 2                 | 8  |
| 5     | China          | 1               | 5                | 3                 | 9  |
| 6     | Países Baixos  | 1               | 0                | 1                 | 2  |
| 7     | Itália         | 0               | 3                | 4                 | 7  |
| 8     | Japão          | 0               | 1                | 0                 | 1  |
| 9     | Sérvia         | 0               | 0                | 3                 | 3  |
| 10    | Alemanha       | 0               | 0                | 2                 | 2  |
| 11    | Coreia do Sul  | 0               | 0                | 1                 | 1  |
| 11    | Turquia        | 0               | 0                | 1                 | 1  |

## MVPspor edição
- 1993 – CUB Mireya Luis
- 1994 – BRA Fernanda Venturini
- 1995 – USA Tara Cross-Battle
- 1996 – BRA Leila Barros
- 1997 – RUS Evgenia Artamonova
- 1998 – BRA Leila Barros
- 1999 – BRA Virna Dias
- 2000 – RUS Lioubov Sokolova
- 2001 – USA Danielle Scott
- 2002 – RUS Evgenia Artamonova
- 2003 – ITA Paola Cardullo
- 2004 – USA Logan Tom
- 2005 – BRA Paula Pequeno
- 2006 – BRA Sheilla Castro
- 2007 – NED Manon Flier
- 2008 – BRA Marianne Steinbrecher
- 2009 – BRA Sheilla Castro[10][11]
- 2010 – USA Foluke Akinradewo
- 2011 – USA Destinee Hooker
- 2012 – USA Megan Hodge
- 2013 – BRA Thaísa Menezes[12]
- 2014 – JPN Yuko Sano
- 2015 – USA Karsta Lowe
- 2016 – BRA Natália Pereira[13]
- 2017 – BRA Natália Pereira[14]